# Атлетико Паранаэнсе
«Атле́тико Паранаэнсе» (порт. Club Athletico Paranaense) — бразильский футбольный клуб из города Куритиба, штат Парана. Клуб является одним из двух грандов своего штата (наряду с «Коритибой»), присоединившимся членом Клуба тринадцати, организации самых популярных и титулованных клубов Бразилии.

## История

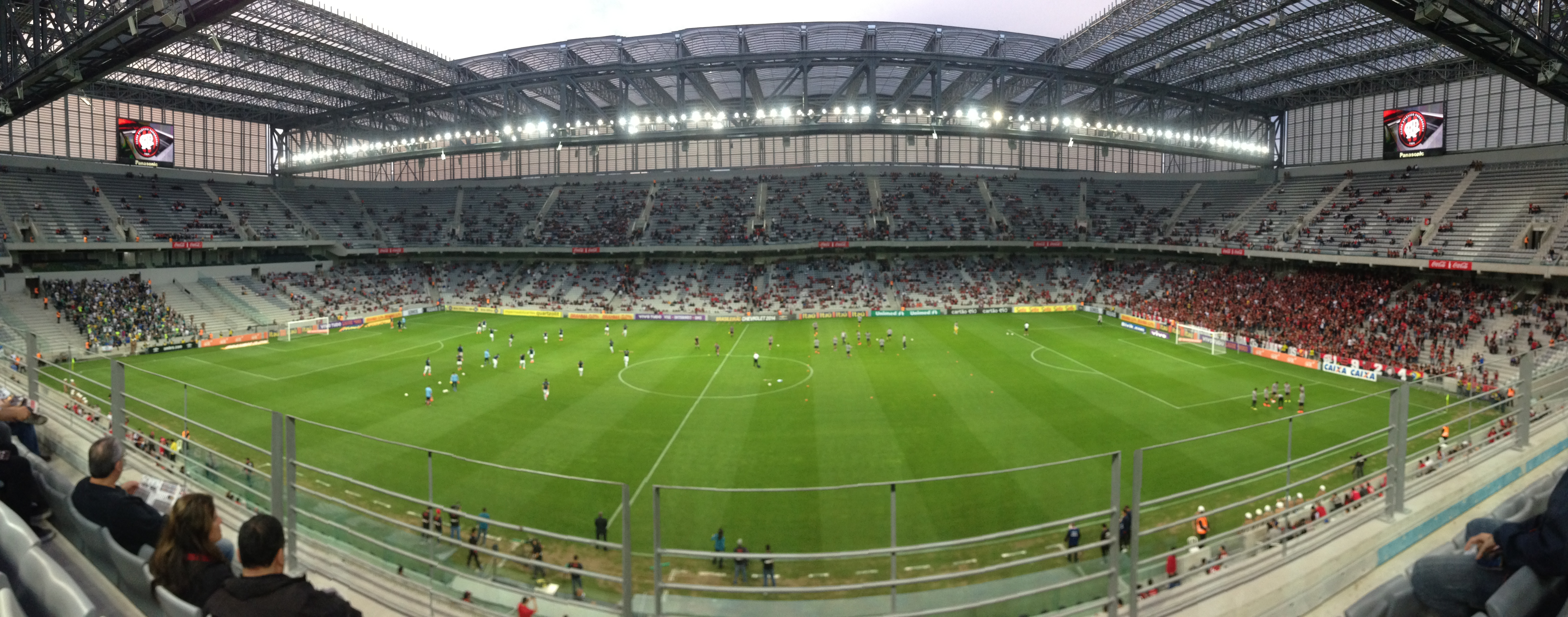
Арена Байшада

Круглая эмблема «Атлетико Паранаэнсе», использовавшаяся с 1997 по 2018 год.

«Атлетико Паранаэнсе» был основан в результате слияния 21 марта 1924 года двух старых команд города — «Интернасьонала» (Куритиба) и «Америки» (Куритиба). «Интернасьонал» стал первым чемпионом штата в 1915 году, а «Америка» была чемпионом штата в 1917 году. После объединения их чемпионства можно записать в реестр чемпионств «Атлетико».
Сразу же после основания «Атлетико» стал одним из традиционных клубов штата вместе с «Коритибой». Практически до конца 1980-х годов в штате параллельно происходили различные слияния команд, становившихся в разное время чемпионами штата, что вылилось в образование в 1989 году клуба «Парана», суммировавшего в себе порядка 20 чемпионских титулов, обгоняя по этому показателю «Атлетико». Однако официально считаются чемпионства только непосредственно трёх клубов — «Коритибы» (38), «Атлетико» (25, а не 27) и «Параны» (6, а не 27).
Отсюда следует, что на внутренней арене штата Парана «Атлетико» занимает в иерархии клубов только второе место после «Коритибы». Однако на общебразильской арене в начале XXI века «Атлетико» заметно превзошёл своих старых конкурентов. Став в 2001 году чемпионом Бразилии, «атлеты» догнали по этому показателю «Коритибу», бывшую чемпионом в 1985. В 2004 году «Атлетико» стал вице-чемпионом страны, вслед за «Сантосом», а в 2005 году добился наивысшего успеха в своей истории, дойдя первым из клубов своего штата до финала главного южноамериканского клубного турнира — Кубка Либертадорес. В 2018 году команда завоевала свой первый международный трофей — Южноамериканский кубок.
Незадолго до триумфа на континентальной арене в 2018 году руководство клуба объявило о ребрендинге. Помимо смены эмблемы, выполненной в минималистическом стиле (четыре восходящие полосы и аббревиатура CAP), было изменено и португальское написание названия клуба — была добавлена буква h в слове Athletico. Такое название, в старой дореформенной орфографии, использовалось в момент основания клуба в 1924 году.
В 2019 году «Атлетико Паранаэнсе» впервые в истории завоевал Кубок Бразилии, обыграв в финале «Интернасьонал». В том же году команда выиграла ещё два трофея — чемпионат штата и Кубок обладателей Кубка Джей-лиги и Южноамериканского кубка (бывший Кубок банка Суруга).
В 2021 году команда во второй раз стала обладателем Южноамериканского кубка, обыграв в финале турнира соотечественников из «Ред Булл Брагантино» — 1:0. Единственный гол забил лучший игрок матча Никан.
Согласно данным двух исследовательских институтов (Ibope и Datafolha), опубликовавших результаты своих исследований в 2004 и 2006 годах соответственно, «Атлетико Паранаэнсе» — наиболее популярный клуб в своём штате, немного опережая по количеству болельщиков «Коритибу».

## Символы

### Стадион
Команда выступает на ультрасовременном стадионе «Арена Байшада», до апреля 2008 года именовавшемся в честь спонсора «Kyocera Arena». Стадион был открыт в 1999 году и выделяется своим необычным, уютным архитектурным стилем. Так как арена вмещает меньше 50 тысяч зрителей, домашний матч финала Кубка Либертадорес 2005 года против соотечественников из Сан-Паулу (это был первый в истории турнира финал, в котором играли представители одной страны) «Атлетико» провёл на стадионе Интернасьонала «Бейра-Рио».

### Форма
- Основная форма команды: футболки в чёрно-красную полоску, чёрные (либо белые) трусы и чёрные (либо белые) гетры.
- Запасная форма: белые футболки (с чёрным рукавом), трусы и гетры.

## Достижения
- Чемпион штата Парана (27): 1925, 1929, 1930, 1934, 1936, 1940, 1943, 1945, 1949, 1958, 1970, 1982, 1983, 1985, 1988, 1990, 1998, 2000, 2001, 2002, 2005, 2009, 2016, 2018, 2019, 2020, 2023
- Чемпион штата Парана — «Интернасьонал»: 1915
- Чемпион штата Парана — «Америка»: 1917
- Чемпион Бразилии: 2001
- Вице-чемпион Бразилии: 2004
- Чемпион бразильской Серии B: 1995
- Чемпион Кубка Бразилии: 2019
- Финалист Кубка Бразилии: 2013, 2021
- Финалист Примейра-лиги: 2016
- Обладатель Южноамериканского кубка (2): 2018, 2021
- Обладатель Кубка обладателей Кубка Джей-лиги и Южноамериканского кубка: 2019
- Финалист Кубка Либертадорес: 2005, 2022

## Статистика выступлений с 2001 года
| Сезон | Ранг | Турнир  | Место | И  | В  | Н  | П  | ГЗ | ГП | Очки |
| ----- | ---- | ------- | ----- | -- | -- | -- | -- | -- | -- | ---- |
| 2001  | 1    | Серия A | 1     | 31 | 19 | 6  | 6  | 68 | 45 | 63   |
| 2002  | 1    | Серия A | 14    | 25 | 9  | 7  | 9  | 39 | 33 | 34   |
| 2003  | 1    | Серия A | 12    | 46 | 17 | 10 | 19 | 67 | 72 | 61   |
| 2004  | 1    | Серия A | 2     | 46 | 25 | 11 | 10 | 93 | 56 | 86   |
| 2005  | 1    | Серия A | 6     | 42 | 18 | 7  | 17 | 76 | 67 | 61   |
| 2006  | 1    | Серия A | 13    | 38 | 13 | 9  | 16 | 61 | 62 | 48   |
| 2007  | 1    | Серия A | 12    | 38 | 14 | 12 | 12 | 51 | 50 | 54   |
| 2008  | 1    | Серия A | 13    | 38 | 12 | 9  | 17 | 45 | 54 | 45   |
| 2009  | 1    | Серия A | 14    | 38 | 13 | 9  | 16 | 42 | 49 | 48   |
| 2010  | 1    | Серия A | 5     | 38 | 17 | 9  | 12 | 43 | 45 | 60   |
| 2011  | 1    | Серия A | 17    | 38 | 10 | 11 | 17 | 38 | 55 | 41   |
| 2012  | 2    | Серия B | 3     | 38 | 21 | 8  | 9  | 65 | 37 | 71   |
| 2013  | 1    | Серия A | 3     | 38 | 18 | 10 | 10 | 65 | 49 | 64   |
| 2014  | 1    | Серия A | 8     | 38 | 15 | 9  | 14 | 43 | 42 | 54   |
| 2015  | 1    | Серия A | 10    | 38 | 14 | 9  | 15 | 43 | 48 | 51   |
| 2016  | 1    | Серия A | 6     | 38 | 17 | 6  | 15 | 38 | 32 | 57   |
| 2017  | 1    | Серия A | 11    | 38 | 14 | 9  | 15 | 45 | 43 | 51   |
| 2018  | 1    | Серия A | 7     | 38 | 16 | 9  | 13 | 54 | 37 | 57   |
| 2019  | 1    | Серия A | 5     | 38 | 18 | 10 | 10 | 51 | 32 | 64   |

## Знаменитости

### Известные игроки
Данный список представлен на крупнейшем сайте болельщиков «Атлетико Паранаэнсе» furacao.com в 2004 году. В списке представлена символическая сборная клуба за 80 лет его существования, и, соответственно, в нём нет игроков, выступавших за команду в последующие годы.
1. Алфредо Готтарди (Кажу) (1933—1950)
2. Джалма Сантос (1968—1972)
3. Алфредо Готтарди Жуниор (1963; 1966—1972; 1973—1977; 1979)
4. Отавио Занети (1931—1933; 1936—1945)
5. Жозе Клеберсон (1998—2003; 2011)
6. Жулио Перисели (1970—1975)
7. Асис (1982—1983; 1988; 1991)
8. Сикупира (1968—1972)
9. Алекс Минейро (2001—2002; 2003—2004; 2007; 2009—2010)
10. Жаксон Насименто (1944—1949; 1953—1956)
11. Сирено (1942—1952)

### Известные тренеры
- Левир Кулпи (1986—1987, 2004)
- Пепе (1995, 1998)
- Эмерсон Леао (1996)
- Эваристо де Маседо (1996, 2005—2006)
- Абел Брага (1997—1998, 2002)
- Вадан (1999—2000, 2003, 2006—2007)
- Антонио Лопес (2000, 2005, 2007, 2009—2010, 2011)
- Пауло Сезар Карпежиани (2001, 2010)
- Жениньо (2001—2002, 2008—2009, 2011)
- Жилсон Нуньес (2002)
- Лотар Маттеус (2006)
- Ренато Гаушо (2011)
- Пауло Аутуори (2016—2017, 2020—2021)
- Доривал Жуниор (2020)
- Луис Фелипе Сколари (2022 — н. в.)